# Antoni Chrościcki

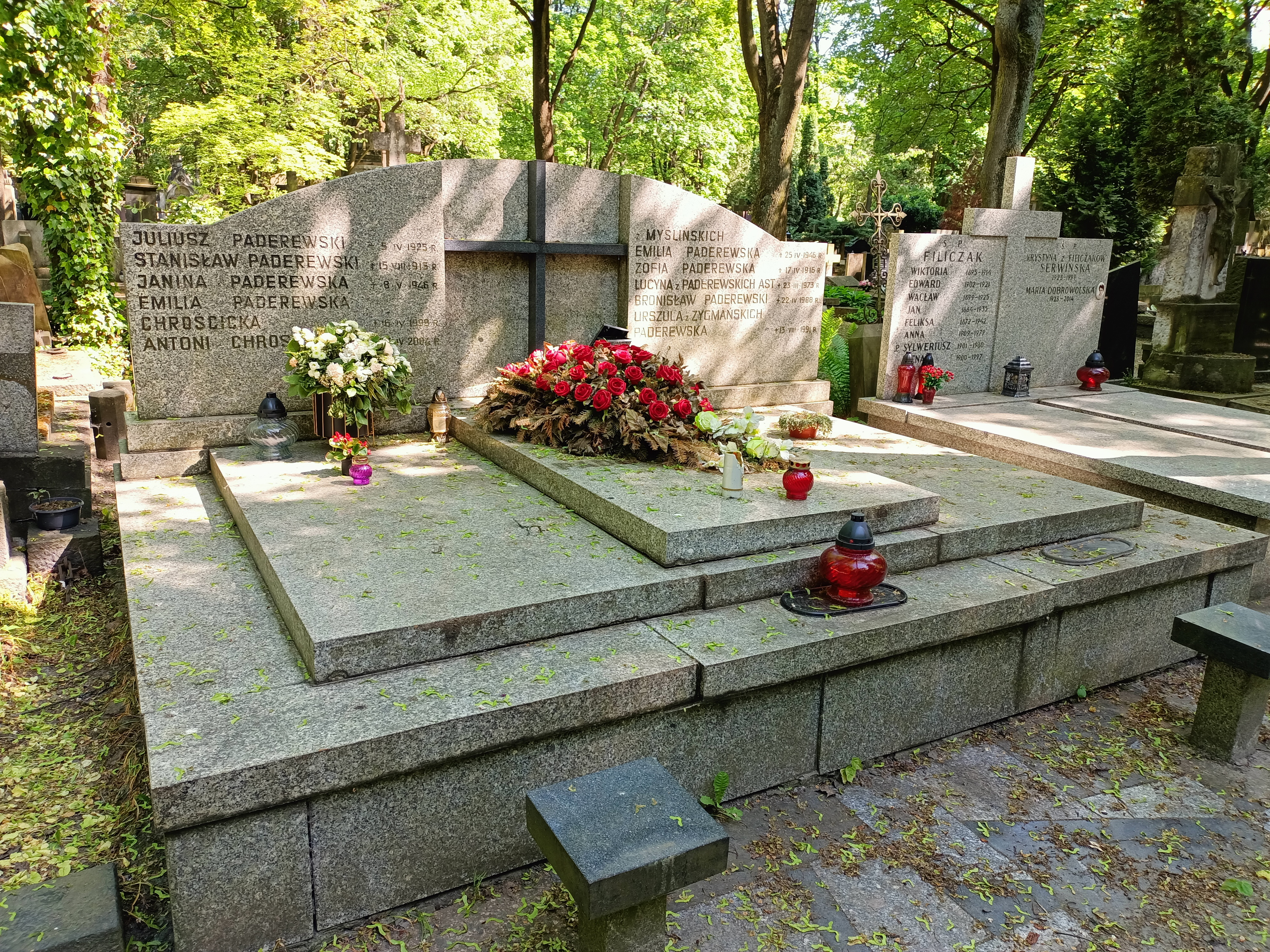
Grób Antoniego i Juliusza Chrościckiego na cmentarzu Powązkowskim w Warszawie

Antoni Chrościcki (ur. 16 sierpnia 1910 w Wierchnieudińsku, zm. 17 kwietnia 2004) – polski pediatra kardiolog.

## Życiorys
W 1938 ukończył Szkołę Podchorążych Sanitarnych w Warszawie, a po rocznym stażu w Szpitalu Wojskowym w Ujazdowie otrzymał stopień podporucznika lekarza.
Brał udział w kampanii wrześniowej jako dowódca IV Batalionu Kompanii Sanitarnej, 16. Dywizji Piechoty. We wrześniu 1939 dostał się wraz z rannymi żołnierzami do niewoli niemieckiej. Po zwolnieniu z obozu rozpoczął od stycznia 1941 pracę jako starszy asystent na Oddziale Internistycznym Szpitala Wojskowego na Ujazdowie. Jednocześnie pracował w Klinice Pediatrycznej przy ul. Litewskiej, gdzie rozpoczął organizowanie pracowni elektrokardiograficznej. Brał udział w powstaniu warszawskim, jako żołnierz Armii Krajowej, więzień obozu sowieckiego w Stalinogorsku, brał udział w tajnym nauczaniu.
Po wojnie, w 1946 podjął pracę w Klinice Pediatrycznej w Warszawie. W 1950 zorganizował w II Klinice Pediatrycznej pierwszą w Polsce poradnię kardiologiczną dla dzieci. Przez wiele lat był odpowiedzialny za kwalifikowanie dzieci do zabiegów diagnostycznych i terapeutycznych oraz opiekę w okresie pooperacyjnym. Prof. dr habilitowany medycyny, związany z Akademią Medyczną w Warszawie i Centrum Zdrowia Dziecka w Warszawie. Był m.in. kierownikiem Samodzielnej Pracowni Patofizjologii Układu Krążenia Instytutu Pediatrii I Wydziału Lekarskiego Akademii Medycznej. W 1953 stworzył sekcję kardiologii dziecięcej Polskiego Towarzystwa Pediatrycznego. Od 1959 był konsultantem, a także kierownikiem Ośrodka Naukowo Badawczego w Sanatorium Dziecięcym w Polanicy. W 1970 był organizatorem i przewodniczącym pierwszego w Polsce Kongresu Europejskiego Towarzystwa Kardiologów Dziecięcych.
Od 1985 członek korespondent, a od 1988 członek zwyczajny Towarzystwa Naukowego Warszawskiego. W latach 1972–1983 członek Zarządu Głównego Polskiego Towarzystwa Kardiologicznego, w 1993 nadano mu członkostwo honorowe PTK. Pionier polskiej kardiologii dziecięcej, opracował nowe metody diagnostyczne oraz techniki operacyjne. W 1999 otrzymał (razem z żoną Emilią) Nagrodę m.st. Warszawy.
Autor i współautor publikacji naukowych i dydaktycznych; współautor książki Wady wrodzone serca u dzieci (1963); wyróżniony nagrodami resortowymi, akademickimi i Polskiego Towarzystwa Lekarskiego.
Mąż lekarki Emilii Paderewskiej-Chrościckiej (zm. 1999), ojciec historyka sztuki Juliusza A. Chrościckiego.
Zmarł 17 kwietnia 2004, pochowany na cmentarzu Powązkowskim w Warszawie (kwatera 96-6-24,25,26).

## Odznaczenia
- Medal 10-lecia Polski Ludowej (13 stycznia 1955)[21]
- Orderu Uśmiechu[22]